# 大众网络报
大众网络报社于2000年6月成立隶属中科普传媒发展股份有限公司，是中華人民共和國国内唯一的专业网络游戏媒体。
以周刊形式面向全国发行的《大众网络报》，发行量22万份，内容涵盖网络、竞技、电子游戏机、掌机、PC单机等多平台、多类型的游戏，是国内第一家拥有独立网络游戏版块的IT报纸。同时，大众网络报社还面向全国发行《网络游戏秘笈》杂志。